# 黑根斯韦勒
黑根斯韦勒是德国巴伐利亚州的一个市镇。总面积12.08平方公里，总人口1783人，其中男性908人，女性875人（2011年12月31日），人口密度148人/平方公里。